# Marie-Madeleine Krause
Marie-Madeleine Krause (* 30. Mai 1986 in Lüneburg) ist eine deutsche Schauspielerin und Musikerin.

## Leben und Werk
Bereits mit fünf Jahren war die in Toppenstedt aufgewachsene Marie-Madeleine Krause an CD-Produktionen mit Rolf Zuckowski und der Finkwarder Speeldeel beteiligt. Als Jugendliche konnte sie sich beim Bundeswettbewerb Jugend musiziert mit der klassischen Gitarre mehrfach Platzierungen erspielen. Von 2006 bis 2008 absolvierte sie ein Musikstudium an der Hochschule für Künste Bremen mit den Hauptfächern "Klassische Gitarre" und "Elementare Musikpädagogik", von 2008 bis 2011 schloss sich ihre Ausbildung zur Musiktheaterdarstellerin an der Hamburg School of Entertainment an. Darüber hinaus belegte Krause einen Kurs in Camera acting und einen Synchronisations- und Sprecherworkshop.
Engagements führten Marie-Madeleine Krause bislang an das Schmidt Theater in Hamburg und das Theater in der List in Hannover. Hier spielte sie u. a. die Jule in der Bühnenfassung von Die fetten Jahre sind vorbei und Cora Hübsch in dem Einpersonenstück Mondscheintarif nach dem Roman von Ildikó von Kürthy. Außerdem steht sie dort in zwei Produktionen auf der Bühne, die sich mit dem Tagebuch der Anne Frank befassen.
Zwischen 1991 und 2006 war Krause mehrfach in musikalischen Unterhaltssendungen des Fernsehens zu sehen, neben anderen im ZDF-Fernsehgarten, der Aktuellen Schaubude oder Freut euch des Nordens. 2010 stand sie für den Kurzfilm Neulich am Flughafen als Schauspielerin vor der Kamera.
Marie-Madeleine Krause übt daneben zahlreiche Lehrtätigkeiten aus, so als Kinderchorleiterin, als Privatlehrerin für klassische Gitarre und als Lehrerin für Musikalische Früherziehung. Seit 2015 lehrt sie außerdem bei Fun-Key Dance & Theatre in Hannover in den Bereichen "Schauspielerische und musikalische Früherziehung" und "Schauspiel für Kinder".